# 1745 en architecture
| Années de l'architecture : 1742 - 1743 - 1744 - 1745 - 1746 - 1747 - 1748    |
| Décennies de l'architecture : 1710 - 1720 - 1730 - 1740 - 1750 - 1760 - 1770 |

Cet article présente les faits marquants de l'année 1745 en architecture.

## Réalisations
- x

## Événements
- x

## Récompenses
- Prix de Rome (sujet : « un phare placé sur un rocher avec trois ordres d'architectures et un fanal en haut ») : Ennemond Alexandre Petitot (premier prix), Michel-Barthélemy Hazon (deuxième prix).

## Naissances
- Joaquín Toesca, architecte italien ayant surtout travaillé au Chili († 11 juin 1799).

## Décès
- 16 novembre 1745 : Johann Lukas von Hildebrandt (* 14 novembre 1668).
- Maximilian von Welsch (* 1671).